# 8115 Sakabe
8115 Sakabe eller 1996 HB2 är en asteroid i huvudbältet som upptäcktes den 24 april 1996 av de båda astronomerna, japanen Yasukazu Ikari och den skotts-australiensiske Robert H. McNaught i Moriyama. Den är uppkallad efter amatörastronomen Sanjirou Sakabe.
Asteroiden har en diameter på ungefär 4 kilometer.